# Bukono
Bukono (o Boukono o Boko) è il più alto grado del sacerdozio Voodoo (o Vudù).
Il Bukono può tirare gli Ifá (detti Fa nella religione tradizionale Voodoo), riservati al Babalawo nella tradizione della santeria, e attraverso una lettura geomantica, prevedere il futuro interpretando la volontà divina.
A differenza del Divino a cui sono riservati solo alcuni rituali, il Bukono può officiare qualsiasi cerimonia, poiché si ritiene che abbia raggiunto un rapporto sufficientemente intimo con gli dei.